# Pergamonaltret
Pergamonaltret var et meget stort alter, der blev opført af Eumenes 2. af Pergamon i det 2. århundrede f. Kr. på et bjerg i Anatolien ved byen Pergamon.
Altret var 35,64 meter bredt og 33,40 meter dybt.
52°31′16″N 13°23′49″Ø / 52.5211°N 13.3969°Ø